# Oración de abandono

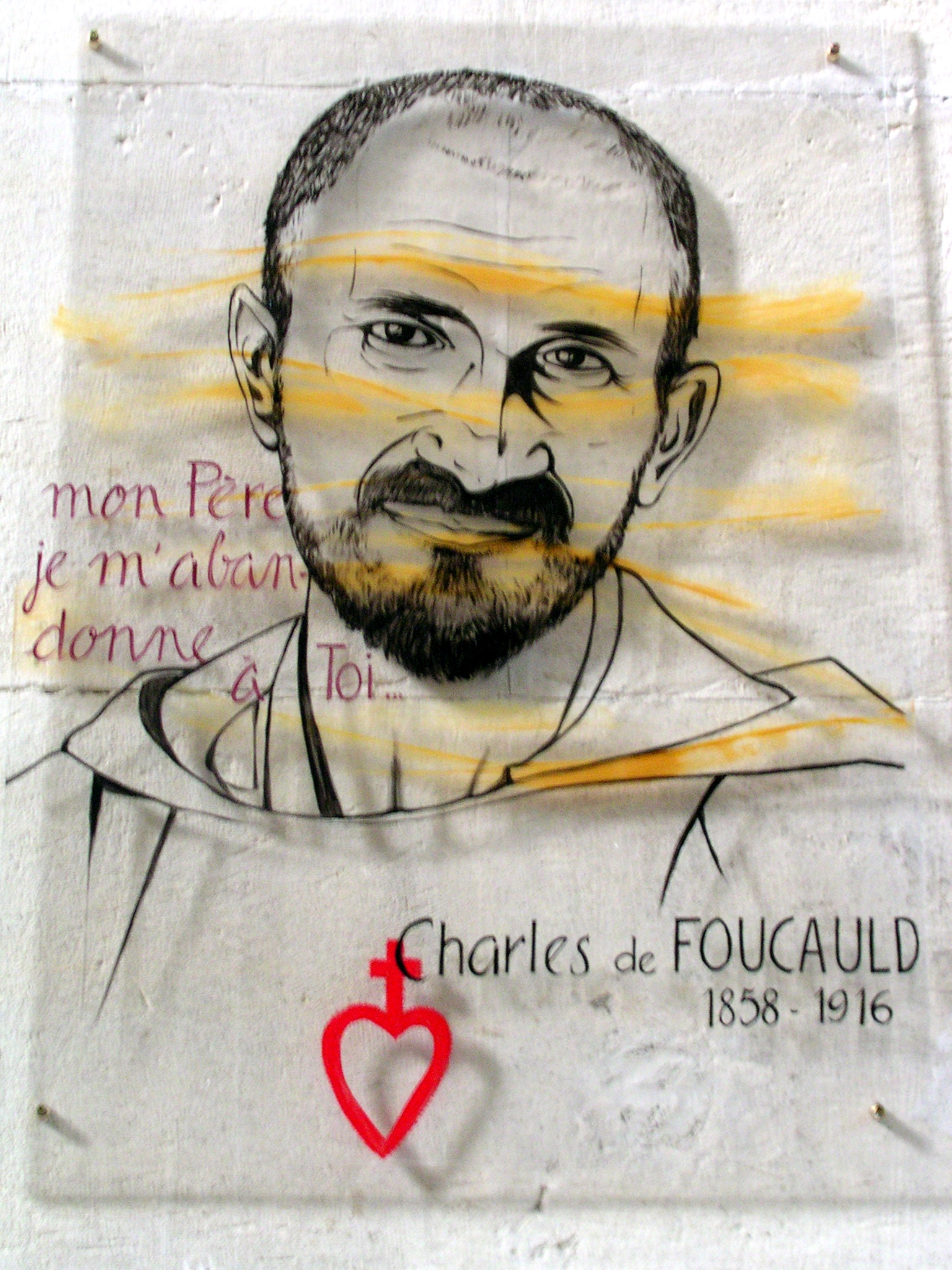
Representación del rostro de Carlos de Foucauld, acompañado de las palabras con que da inicio la «Oración de abandono»: «Mon Père, je m'abandonne à toi».

La Oración de abandono, ocasionalmente llamada Plegaria de abandono (en francés, Prière d'abandon), es una oración que se originó a partir de los escritos de Carlos de Foucauld (1858-1916), famoso militar y explorador de Marruecos, que se convirtió al cristianismo hacia 1886. Luego de seguir el camino trapense, y anticipando la etapa final de su vida como sacerdote en el desierto de Argelia, redactó un comentario al Evangelio de Lucas 23:46, que dio posteriormente origen a esta plegaria, síntesis y ejemplo del retorno a la espiritualidad del desierto en el siglo XX. Carlos de Foucauld, asesinado en Tamanrasset, en el Sahara argelino, y proclamado santo por la Iglesia católica, expresó con los pensamientos contenidos hoy en la Oración de abandono la confianza total en Dios Padre, a imitación de Jesucristo en la cruz.

## Historia de la oración

### Origen
La Oración de abandono no fue redactada originalmente como oración sino como una meditación escrita por Carlos de Foucauld.
Existen dos manuscritos autógrafos que la contienen. El segundo, una copia en limpio, data del 23 de enero de 1897 en Roma. Por lo tanto, la primera es anterior y probablemente fue escrita en 1896, al final de su estancia en la Trapa de Cheikhlé, un monasterio situado cerca de Akbès en territorio del Imperio Otomano, hoy Siria. Carlos de Foucauld realizó esa reflexión como parte de sus Meditaciones sobre el Evangelio a propósito de las principales virtudes (Méditations sur l'Évangile au sujet des principales vertus), probablemente escrito en 1896, y con seguridad antes del 23 de enero de 1897. Carlos compuso la meditación a partir de un pasaje del capítulo 23 del Evangelio de Lucas, que se inicia con el versículo 34 («Padre, perdónalos, porque no saben lo que hacen») y finaliza en el versículo 46 («Padre, en tus manos pongo mi espíritu»). Es este último versículo, que señala en el Evangelio de Lucas las palabras finales de Jesús antes de su muerte, el objeto principal de su reflexión. La meditación original es la siguiente:

Padre mío, me pongo en vuestras manos; Padre mío, me confío a vos; Padre mío, me abandono a vos; Padre mío, haced de mí lo que os plazca; sea lo que sea lo que hagáis de mí, os lo agradezco; gracias por todo; estoy dispuesto a todo; lo acepto todo; os doy gracias por todo, con tal que vuestra voluntad se haga en mí, Dios mío; con tal que vuestra voluntad se haga en todas vuestras criaturas, en todos vuestros hijos, en todos aquellos a los que ama vuestro corazón, no deseo nada más, Dios mío; pongo mi alma en vuestras manos; os la doy, Dios mío, con todo el amor de mi corazón, porque os amo, y para mí es una necesidad de amor el darme, ponerme en vuestras manos sin medida; yo me pongo en vuestras manos con infinita confianza, porque vos sois mi Padre.

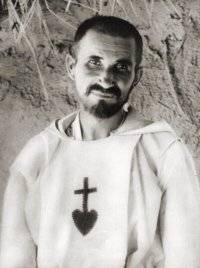
Carlos de Foucauld

### Composición de la oración

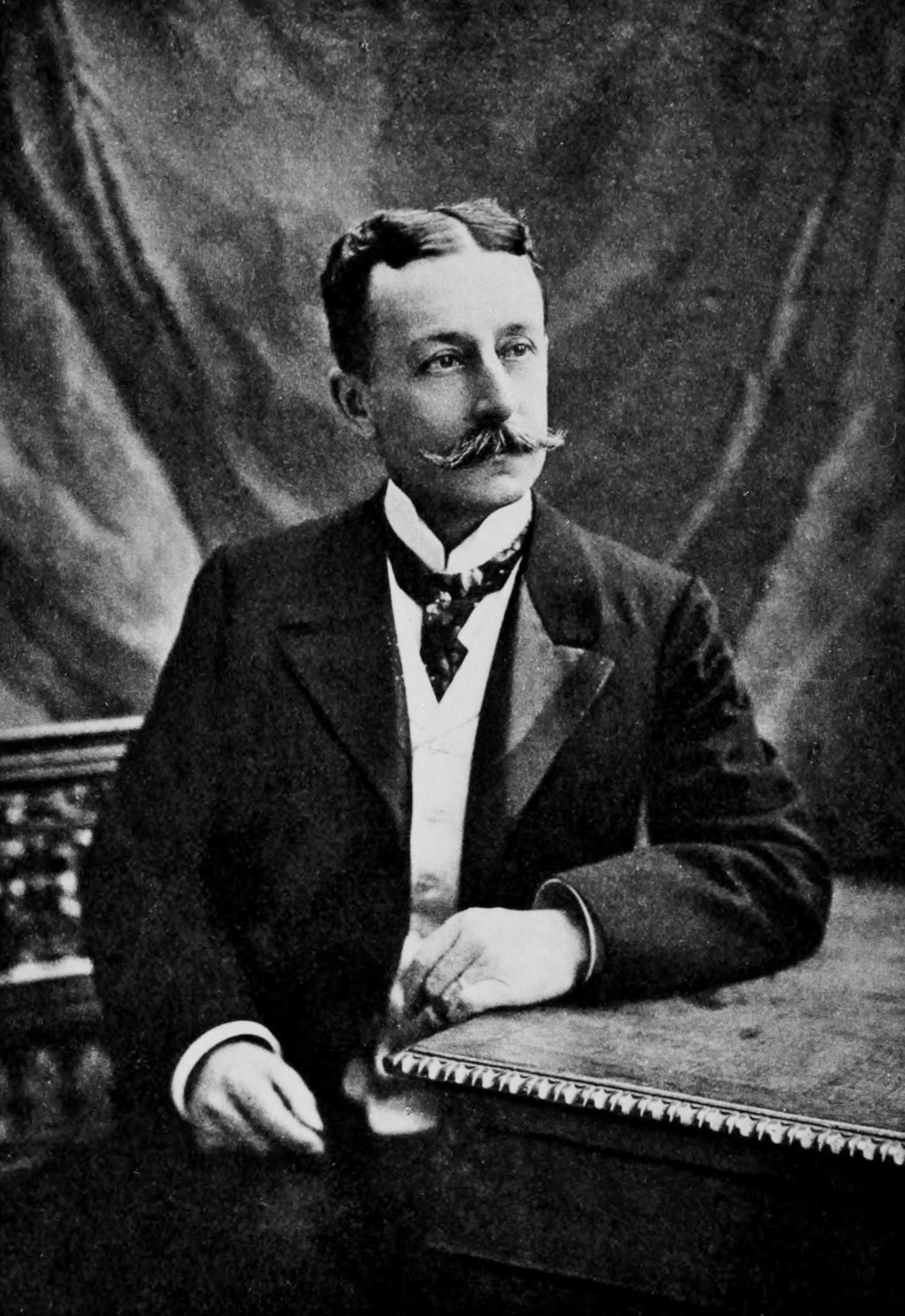
René Bazin, en 1905.

Tras la muerte de Carlos de Foucauld, René Bazin publicó el texto original de la reflexión sin título en la década de 1920. A continuación nacieron las primeras congregaciones edificadas sobre la base de la espiritualidad de Carlos de Foucauld. La congregación de las «Hermanitas de Jesús» fundada por Magdeleine Hutin (Hermanita Magdeleine de Jesús), retocó el texto para otorgarle un formato de oración, simplificándolo para evitar ciertas repeticiones y para brindarle un carácter más sencillo. Así, junto con los primeros «Hermanos de Carlos de Foucauld», comenzaron a recitar la oración en la década de 1940. En 1946, el Boletín de la Asociación de Charles de Foucauld publicó la oración bajo el título La Prière d'abandon du Père de Foucauld (La oración de abandono del Padre de Foucauld), prácticamente en la forma definitiva con la cual se la conoce actualmente.

## La «Oración de abandono», hoy
Existe hoy una multiplicidad de versiones de la «Oración de abandono», cuya fama ha trascendido el uso dado por las congregaciones inspiradas en la espiritualidad de Carlos de Foucauld. Se muestran a continuación dos versiones en español y una en francés:
| En español (versión de la Asociación Familia Carlos de Foucauld en España) Padre mío, me abandono a Ti. Haz de mí lo que quieras. Lo que hagas de mí te lo agradezco, estoy dispuesto a todo, lo acepto todo, con tal que Tu voluntad se haga en mí y en todas tus criaturas. No deseo nada más, Dios mío. Pongo mi vida en Tus manos. Te la doy, Dios mío, con todo el amor de mi corazón, porque te amo, y porque para mí amarte es darme, entregarme en Tus manos sin medida, con infinita confianza, porque Tú eres mi Padre. | En español (versión del sitio web de los Misioneros Oblatos) Padre, me pongo en tus manos. Haz de mí lo que quieras, Sea lo que sea, te doy gracias. Estoy dispuesto a todo, lo acepto todo, con tal que tu voluntad se cumpla en mí y en todas tus criaturas. No deseo más, Padre. Te confío mi alma, te la doy con todo mi amor. Porque te amo y necesito darme a Ti, ponerme en tus manos, sin limitación, sin medida, con una confianza infinita, porque Tú eres mi Padre. |

En francés:
Mon Père,
Je m'abandonne à toi,
Fais de moi ce qu'il te plaira.
Quoi que tu fasses de moi,
Je te remercie.
Je suis prêt à tout, j'accepte tout,
Pourvu que ta volonté
Se fasse en moi,
En toutes tes créatures,
Je ne désire rien d'autre, mon Dieu.
Je remets mon âme entre tes mains.
Je te la donne, mon Dieu,
Avec tout l'amour de mon cœur,
Parce que je t'aime,
Et que ce m'est un besoin d'amour
De me donner,
De me remettre entre tes mains sans mesure,
Avec une infinie confiance
Car tu es mon Père.

## LaOración de abandonoy Benedicto XVI
El papa Benedicto XVI refrendó la realización de la Oración de abandono, el 14 de septiembre de 2008, durante su viaje apostólico a Francia con ocasión del 150 aniversario de las apariciones de Lourdes. En primer término, subrayó la espiritualidad del entonces beato Carlos de Foucauld basada en la adoración eucarística, que practicó hasta el día de su muerte, para luego señalar la importancia de la plegaria confiada en Dios:

El beato Charles de Foucauld nació en 1858, el mismo año de las apariciones de Lourdes. No lejos de su cuerpo ajado por la muerte, se encuentra, como el grano de trigo caído en tierra, el viril con el Santísimo Sacramento que el Hermano Charles adoraba cada día durante largas horas. El Padre de Foucauld nos ofrece la oración desde el hondón de su alma, plegaria dirigida a nuestro Padre, pero que con Jesús podemos con toda verdad hacer nuestra ante la Hostia Santa:

«Padre, a tus manos encomiendo mi espíritu.» Es la última oración de nuestro Maestro, de nuestro Amado... Que sea también la nuestra, que no sea sólo la de nuestro último instante, sino la de todos nuestros instantes.
Benedicto XVI

Luego, Benedicto XVI pronunció la meditación de Carlos de Foucauld que constituye la base de la oración, tal como se señala más arriba.